# Évegnée-Tignée
Évegnée-Tignée (en wallon Evgnêye-Tegnêye) est une section de la commune belge de Soumagne située en Région wallonne dans la province de Liège.
C'était une commune à part entière avant la fusion des communes de 1977, elle-même née en 1949 de la fusion d'Évegnée (en wallon Evgnêye) et Tignée (en wallon Tegnêye).

## Évolution démographique
- Sources : INS, Rem. : 1831 jusqu'en 1970 = recensements, 1976 = nombre d'habitants au 31 décembre.